# Phylloscopus emeiensis
Phylloscopus emeiensis là một loài chim trong họ Phylloscopidae.